# Liste der Ehepartner des namibischen Präsidenten
Dies ist die Liste der Ehepartner des namibischen Präsidenten.

## Hintergrund
First Lady (offiziell englisch First Lady of the Republic of Namibia, kurz FLON) ist der offizielle Titel der Lebenspartnerin des Staatspräsidenten Namibias. Seit dem 21. März 2025 gibt es erstmals in der Geschichte Namibias mit Epaphras Ndaitwah einen First Gentleman (of the Republic of Namibia).

## Liste der Ehepartner des namibischen Präsidenten
| Nr. | Porträt            | First Lady                         | Lebensdaten         | Hochzeitstag     | Präsident (Ehepartner) | Beginn der Amtszeit | Alter zu Beginn der Amtszeit | Ende der Amtszeit |
| --- | ------------------ | ---------------------------------- | ------------------- | ---------------- | ---------------------- | ------------------- | ---------------------------- | ----------------- |
| 1   |                    | Kovambo Nujoma (geborene Mushimba) | * 10. März 1933     | 6. Mai 1951      | Sam Nujoma             | 21. März 1990       | 57 Jahre                     | 21. März 2005     |
| 2   | Penehupifo Pohamba | Penehupifo Pohamba                 | * 16. Juni 1948     | 1983             | Hifikepunye Pohamba    | 21. März 2005       | 57 Jahre                     | 21. März 2015     |
| 3   | Monica Geingos     | Monica Geingos (geborene Kalondo)  | * 15. November 1977 | 14. Februar 2015 | Hage Geingob           | 21. März 2015       | 37 oder 38 Jahre             | 4. Februar 2024   |
| 4   | Sustjie Mbumba     | Sustjie Mbumba (geborene Van Wyk)  | * 1. Mai 1953       | 8. August 1980   | Nangolo Mbumba         | 4. Februar 2024     | 70 Jahre                     | 21. März 2025     |
| 5   |                    | Epaphras Ndaitwah                  | * 13. Dezember 1952 |                  | Netumbo Nandi-Ndaitwah | 21. März 2025       | 72 Jahre                     |                   |